# Destroy All Humans! – Der Weg des Furons
Destroy All Humans! – Der Weg des Furons (Originaltitel: Destroy All Humans! Path of the Furon) ist ein von Sandblast Games entwickeltes Videospiel. Der in einer offenen Spielwelt spielende Third-Person-Shooter wurde am 1. Dezember 2008 vom Publisher THQ für PlayStation 3 und Xbox 360 veröffentlicht. Es ist der Nachfolger zum 2005 veröffentlichten Destroy All Humans!.

## Handlung
Das Spiel spielt in den 1970er Jahren und spielt fünf Jahre nach den Ereignissen des zweiten Spiels. Die Geschichte beginnt in Las Paradiso, wo Crypto ein Casino namens Cosmic Dust gegründet hat. Crypto erpresst seinen Angestellten Murray, da er ein Spion von den Mafiabrüdern Molinari bezahlt wurde. Nachdem er Murray zum Reden gebracht hat, verlässt Crypto das Casino, wo er die Gangster der Molinari Brüder daran hindern muss, in sein Geschäft einzudringen. Nach einer Weile taucht eine neue Alien Rasse auf, die die Erde erobern möchte.

## Spielprinzip
Das Spiel hat über 30 Story-Missionen, 20 Nebenmissionen und Mehrspieler-Modus. Wie bei den Vorgängern können die meisten Story-Missionen in einer nicht-linearen Reihenfolge gespielt werden. Es gibt auch Herausforderungen und Minispiele, zu denen der Spieler wiederholt zurückkehren kann, um seine Punktzahl zu verbessern und mehr Belohnungen zu sammeln. Es gibt fünf neue Orte: Las Paradiso, Sunnywood, Shen Long, Belleville und Furons Heimatplaneten The 4th Ring of Furon.

## Rezeption
Das Spiel erhielt auf Metacritic „allgemein ungünstige Bewertungen“ Kritiken. Bewertungen des Soundtracks im Spiel schnitten im Allgemeinen besser ab. GameZone sagte: „Die Partitur hat immer noch dieses Sci-fi B-Movie-Feeling mit ein gutes Maß im Stile der 70er Jahre, die für ein gutes Maß eingeworfen werden.“